# جيم فارمر (عداء مسافات طويلة)
جيم فارمر (بالإنجليزية: James Farmer)‏ هو عداء مسافات طويلة أمريكي، ولد في 14 أغسطس 1965.

## وصلات خارجية
- جيمس فارمر على موقع الاتحاد الدولي لألعاب القوى (الإنجليزية)